# Fakulteta za civilno obrambo v Beogradu
Fakulteta za civilno obrambo (izvirno srbsko Факултет цивилне одбране у Београду), s sedežem v Beogradu, je fakulteta, ki je članica Univerze v Beogradu.